# Campeonato Nacional de Basquete Masculino de 2008
O Campeonato Nacional de Basquete Masculino de 2008 foi a décima nona e última edição do torneio. A competição teve início em 6 de janeiro de 2008 e seu término no dia 3 de junho de 2008.
Ficou marcado pelo boicote de oito equipes paulistas que organizaram um torneio paralelo, a Supercopa de Basquete.
A partir de 2009 o Campeonato Nacional de Basquete foi substituído pelo Novo Basquete Brasil, organizado pela Liga Nacional de Basquete.

## Participantes
Bira, Lajeado/RS

 CETAF, Vila Velha/ES

 Flamengo, Rio de Janeiro/RJ

 FTC EAD, Salvador/BA

 Iguaçu, Nova Iguaçu/RJ

 Joinville BA, Joinville/SC

 Lobos Brasília, Brasília/DF

 Londrina-ULB, Londrina/PR

 Minas, Belo Horizonte/MG

 Saldanha da Gama, Vitória/ES

 Uberlândia T.C., Uberlândia/MG

 Ulbra/Rio Claro, Rio Claro/SP

## Classificação
| 1  | Flamengo/Petrobras           | 41 | 22 | 19 | 3  | 2032 | 1626 | 1,24969 | 86,4 |
| 2  | Pitágoras/Minas              | 38 | 22 | 16 | 6  | 1943 | 1713 | 1,13427 | 72,7 |
| 3  | Universo/BRB/Converse        | 37 | 22 | 15 | 7  | 1969 | 1733 | 1,13618 | 68,2 |
| 4  | Ulbra/Bandeirantes/Rio Claro | 36 | 22 | 14 | 8  | 1771 | 1680 | 1,05417 | 63,6 |
| 5  | CISER/Univille/Joinville     | 36 | 22 | 14 | 8  | 1804 | 1580 | 1,14177 | 63,6 |
| 6  | Uberlândia T.C.              | 35 | 22 | 13 | 9  | 1735 | 1657 | 1,04707 | 59,1 |
| 7  | Saldanha da Gama             | 34 | 22 | 12 | 10 | 1712 | 1651 | 1,03695 | 54,5 |
| 8  | Cetaf/Garoto/UVV             | 31 | 22 | 9  | 13 | 1694 | 1754 | 0,96579 | 40,9 |
| 9  | Univates/Bira                | 31 | 22 | 9  | 13 | 1690 | 1739 | 0,97182 | 40,9 |
| 10 | FTC EAD                      | 26 | 21 | 5  | 16 | 1481 | 1670 | 0,88683 | 23,8 |
| 11 | Inesul/FEL/Londrina-ULB      | 27 | 22 | 5  | 17 | 1600 | 1800 | 0,88889 | 22,7 |
| 12 | Iguaçu                       | 21 | 21 | 0  | 21 | 1191 | 2019 | 0,58990 | 0,0  |

|  |                                           |
|  | Zona de classificação às quartas de final |

## Fase final
|  | Quartas de final | Quartas de final         | Quartas de final         | Quartas de final      | Quartas de final | Quartas de final | Quartas de final | Quartas de final |   |                 | Semifinais            | Semifinais | Semifinais | Semifinais | Semifinais | Semifinais | Semifinais | Semifinais |  |  | Final | Final              | Final | Final | Final | Final | Final | Final |
|  |                  |                          |                          |                       |                  |                  |                  |                  |   |                 |                       |            |            |            |            |            |            |            |  |  |       |                    |       |       |       |       |       |       |
|  | 1                | Flamengo/Petrobras       | 90                       | 79                    | 97               | -                | -                | 3                |   |                 |                       |            |            |            |            |            |            |            |  |  |       |                    |       |       |       |       |       |       |
|  | 8                | CETAF/Garoto/UVV         | 77                       | 72                    | 70               | -                | -                | 0                |   |                 |                       |            |            |            |            |            |            |            |  |  |       |                    |       |       |       |       |       |       |
|  | 8                | CETAF/Garoto/UVV         | 77                       | 72                    | 70               | -                | -                | 0                |   | 1               | Flamengo/Petrobras    | 94         | 120        | 94         | -          | -          | 3          |            |  |  |       |                    |       |       |       |       |       |       |
|  |                  |                          |                          |                       |                  |                  |                  |                  |   | 1               | Flamengo/Petrobras    | 94         | 120        | 94         | -          | -          | 3          |            |  |  |       |                    |       |       |       |       |       |       |
|  |                  | 5                        | CISER/Univille/Joinville | 72                    | 113              | 85               | -                | -                | 0 |                 |                       |            |            |            |            |            |            |            |  |  |       |                    |       |       |       |       |       |       |
|  | 4                | 5                        | CISER/Univille/Joinville | 72                    | 113              | 85               | -                | -                | 0 | Ulbra/Rio Claro | 95                    | 87         | 79         | 84         | 59         | 2          |            |            |  |  |       |                    |       |       |       |       |       |       |
|  | 4                |                          |                          |                       |                  |                  |                  |                  |   | Ulbra/Rio Claro | 95                    | 87         | 79         | 84         | 59         | 2          |            |            |  |  |       |                    |       |       |       |       |       |       |
|  | 5                | CISER/Univille/Joinville | 98                       | 79                    | 86               | 78               | 82               | 3                |   |                 |                       |            |            |            |            |            |            |            |  |  |       |                    |       |       |       |       |       |       |
|  |                  |                          |                          |                       |                  |                  |                  |                  |   |                 |                       |            |            |            |            |            |            |            |  |  | 1     | Flamengo/Petrobras | 93    | 91    | 101   | -     | -     | 3     |
|  |                  |                          | 3                        | Universo/BRB/Converse | 66               | 76               | 96               | -                | - | 0               |                       |            |            |            |            |            |            |            |  |  |       |                    |       |       |       |       |       |       |
|  | 3                | Universo/BRB/Converse    | 89                       | 85                    | 81               | 75               | -                | 3                |   |                 |                       |            |            |            |            |            |            |            |  |  |       |                    |       |       |       |       |       |       |
|  | 6                | Uberlândia TC            | 70                       | 72                    | 85               | 61               | -                | 1                |   |                 |                       |            |            |            |            |            |            |            |  |  |       |                    |       |       |       |       |       |       |
|  | 6                | Uberlândia TC            | 70                       | 72                    | 85               | 61               | -                | 1                |   | 3               | Universo/BRB/Converse | 78         | 99         | 104        | 112        | -          | 3          |            |  |  |       |                    |       |       |       |       |       |       |
|  |                  |                          |                          |                       |                  |                  |                  |                  |   | 3               | Universo/BRB/Converse | 78         | 99         | 104        | 112        | -          | 3          |            |  |  |       |                    |       |       |       |       |       |       |
|  |                  | 2                        | Pitágoras/Minas          | 98                    | 93               | 85               | 102              | -                | 1 |                 |                       |            |            |            |            |            |            |            |  |  |       |                    |       |       |       |       |       |       |
|  | 2                | 2                        | Pitágoras/Minas          | 98                    | 93               | 85               | 102              | -                | 1 | Pitágoras/Minas | 90                    | 87         | 87         | -          | -          | 3          |            |            |  |  |       |                    |       |       |       |       |       |       |
|  | 2                |                          |                          |                       |                  |                  |                  |                  |   | Pitágoras/Minas | 90                    | 87         | 87         | -          | -          | 3          |            |            |  |  |       |                    |       |       |       |       |       |       |
|  | 7                | Saldanha da Gama         | 74                       | 85                    | 83               | -                | -                | 0                |   |                 |                       |            |            |            |            |            |            |            |  |  |       |                    |       |       |       |       |       |       |

## Finais

### Primeiro jogo
| 30 de maio 20:00 | Relatório | Flamengo/Petrobras                                          | 93–66 | Universo/BRB/Converse                                            |  | Maracanãzinho, Rio de Janeiro Árbitros: José Carlos Pelissari Cristiano Maranho Flávia Almeida |  |
| 30 de maio 20:00 | Relatório | Placar por quarto: 32 - 12, 29 - 15, 9 - 23, 23 - 16        |       |                                                                  |  | Maracanãzinho, Rio de Janeiro Árbitros: José Carlos Pelissari Cristiano Maranho Flávia Almeida |  |
| 30 de maio 20:00 | Relatório | Pts: Marcelinho (24) Rbts: Alírio (11) Asts: Marcelinho (6) |       | Pts: Valtinho (17) Rbts: Cipriano (13) Asts: Valtinho, Ratto (3) |  | Maracanãzinho, Rio de Janeiro Árbitros: José Carlos Pelissari Cristiano Maranho Flávia Almeida |  |

### Segundo jogo
| 1 de junho 12:30 | Relatório | Flamengo/Petrobras                                    | 91–76 | Universo/BRB/Converse                                           |  | Maracanãzinho, Rio de Janeiro Árbitros: José Carlos Pelissari Fernando Serpa Fábio Lopes |  |
| 1 de junho 12:30 | Relatório | Placar por quarto: 31 - 24, 26 - 15, 13 - 17, 21 - 20 |       |                                                                 |  | Maracanãzinho, Rio de Janeiro Árbitros: José Carlos Pelissari Fernando Serpa Fábio Lopes |  |
| 1 de junho 12:30 | Relatório | Pts: Marcelinho (25) Rbts: Alírio (8) Asts: Duda (8)  |       | Pts: Estevam (20) Rbts: Cipriano (9) Asts: Valtinho, Arthur (3) |  | Maracanãzinho, Rio de Janeiro Árbitros: José Carlos Pelissari Fernando Serpa Fábio Lopes |  |

### Terceiro jogo
| 3 de junho 20:00 | Relatório | Universo/BRB/Converse                                  | 96–101 | Flamengo/Petrobras                                              |  | Ginásio ASCEB, Brasília Árbitros: José Carlos Pelissari Cristiano Maranho Fernando Serpa |  |
| 3 de junho 20:00 | Relatório | Placar por quarto: 28 - 23, 18 - 19, 21 - 20, 29 - 39  |        |                                                                 |  | Ginásio ASCEB, Brasília Árbitros: José Carlos Pelissari Cristiano Maranho Fernando Serpa |  |
| 3 de junho 20:00 | Relatório | Pts: Arthur (20) Rbts: Spillers (8) Asts: Spillers (7) |        | Pts: Marcelinho (40) Rbts: Marcelinho, Duda (5) Asts: Hélio (2) |  | Ginásio ASCEB, Brasília Árbitros: José Carlos Pelissari Cristiano Maranho Fernando Serpa |  |

| Campeonato Nacional de Basquete Masculino 2008 |
| ---------------------------------------------- |
| Flamengo Campeão (1° título Brasileiro)        |

## Estatísticas na temporada regular

### Líderes em estatísticas individuais
| Categoria             | Jogador            | Time             | Estatísticas/Pontos |
| --------------------- | ------------------ | ---------------- | ------------------- |
| Pontos por jogo       | Marcelinho Machado | Flamengo         | 24.4                |
| Rebotes por jogo      | Shilton            | Joinville BA     | 10.7                |
| Assistências por jogo | Facundo Sucatzky   | Minas            | 10.4                |
| Roubos por jogo       | Neto               | Joinville BA     | 2.9                 |
| Roubos por jogo       | Marcelinho Machado | Flamengo         | 2.9                 |
| Tocos por jogo        | Estevam            | Lobos Brasília   | 1.4                 |
| Erros por jogo        | Rafinha            | Iguaçu           | 5.1                 |
| Minutos por jogo      | Valtinho           | Lobos Brasília   | 37.01               |
| Faltas por jogo       | Manuil             | Vila Velha/Cetaf | 3.7                 |
| Eficiência por jogo   | Marcelinho Machado | Flamengo         | 27.8                |
| 2P%                   | Vanderlei          | Ulbra/Rio Claro  | 0.745               |
| LL%                   | Vanderlei          | Ulbra/Rio Claro  | 0.905               |
| 3P%                   | Diego              | Ulbra/Rio Claro  | 0.441               |

Fonte: 

### Recordes por jogo
| Categoria            | Jogador            | Time           | Estatísticas/Pontos |
| -------------------- | ------------------ | -------------- | ------------------- |
| Pontos               | Marcelinho Machado | Flamengo       | 46                  |
| Rebotes              | Shilton            | Joinville BA   | 21                  |
| Assistências         | Facundo Sucatzky   | Minas          | 15                  |
| Roubos               | Henrique           | Joinville BA   | 10                  |
| Tocos                | Estevam            | Lobos Brasília | 5                   |
| Tocos                | Roberto            | FTC EAD        | 5                   |
| Tocos                | Alírio             | Flamengo       | 5                   |
| Bolas de três pontos | Marcelinho Machado | Flamengo       | 8                   |